# Michel Pageau
Pour les articles homonymes, voir Pageau.
Michel Pageau  (1941 - 5 octobre 2016) est un ancien trappeur de la région d'Abitibi. Avec sa femme, Louise Pageau, ainsi qu'une équipe, il a fondé le Refuge Pageau dont l'un des mandats est de recueillir et de soigner les animaux sauvages blessés, orphelins ou malades dans une optique de remise en liberté.

## Biographie
Michel Pageau est le fils de Henri Pageau et de Solange Robitaille.Le petit-fils d'Augustin Pageau et de Marie-Laure Lavoie (1890- ). Et l'arrière-petit-fils de Louis Lavoie (1860- ) et de Hélène Audet (1869-). Dès sa tendre enfance, Michel Pageau ressent un puissant et irrésistible appel de la nature. Pour se rendre à l'école, le jeune Pageau passait par les ruelles. Il apportait à l'école des animaux qu'il trouvait en s'y rendant, tantôt une corneille, tantôt une couleuvre.  Puisque ces événements se répétaient, à la longue, l'école renvoya Michel Pageau. Mais le jeune Pageau ne se laissa pas décourager (Réf.: Le Journal de Montréal, entrevue avec Michel Pageau, 9 janvier 2016). 
Arpentant l'immense forêt boréale abitibienne, il apprend la dure loi de la vie sauvage s'y confronte et la respecte. D'abord bûcheron, il devient vite trappeur de grande renommée, capable de pister des jours entiers un loup, un carcajou (ou glouton) et de transpercer à 30 m un ours avec une flèche. 
Michel Pageau se trouve dans la lignée mythique des trappeurs français, des coureurs des bois: (Pierre Le Royer,François Beaulieu, Paul Provencher, Michel Laframboise), des experts de survie en forêt: (Henry David Thoreau, Joseph Knowles, Bernard Assiniwi, André-François Bourbeau, Les Stroud, Mike Horn, Bear Grylls, Pierre-Esprit Radisson, Médard Chouart des Groseillers, des porteurs de marchandises (Jean-Jacques Caux), du mode de vie amérindien Pierre Ti-Basse Saint-Onge et de tous ces amoureux de la nature à la recherche de la liberté qui ont forgé la légende. De saison en saison, comme ses ancêtres, comme les amérindiens qu'il côtoie, il affronte nantit de raquettes, les durs hivers québécois pour relever ses pièges et collecter ses fourrures.
Nathalie Pageau est la fille aînée de Michel et Louise Pageau. Elle est née à Amos en Abitibi. Depuis plusieurs années, Nathalie Pageau s'implique dans les activités quotidiennes du Refuge Pageau. Elle s'assure du bien-être des pensionnaires à plumes et à poils en compagnie de Félix Offroy, qui lui, voit au financement et au développement en tant que directeur du Refuge Pageau.(extrait du portail humanima.com dans Internet 2010)
Michel Pageau s'éteint le 5 octobre 2016 après quelques jours d'hospitalisation au Centre Hospitalier Hôtel-Dieu D'Amos.

## Le Refuge Pageau
Petit à petit Pageau devient songeur et une inquiétude grandissante le taraude. L'immense forêt d'épinettes se réduit de jour en jour sous les tronçonneuses et restreint l'espace vital de la faune boréale. Conscient des dégâts causés par l'homme sur la nature, Michel Pageau décide de remédier à cela en fondant le refuge Pageau, en 1986. 
Le premier objectif que se fixe Michel Pageau est d'accueillir dans son refuge les animaux de la forêt blessés ou affaiblis pour ensuite les remettre dans la nature. La mission fondamentale du Refuge Pageau est de promouvoir la conservation de la faune. Parallèlement à l'aide apportée aux animaux, le refuge s'applique à éduquer les visiteurs et la population sur les causes des admissions des animaux sauvages au refuge et sur les manières d'éviter les situations problématiques avec la faune. Le Refuge Pageau est situé près d'Amos en Abitibi. 
La journaliste française Françoise Perriot a écrit, en 2007, une biographie de Michel Pageau intitulée : «Michel Pageau trappeur, J'ai entendu pleurer la forêt». Le document audiovisuel «Il parle avec les loups», tourné en 2001, a également fait connaître Michel Pageau outre-mer.
La vocation touristique du site, qui accueille chaque année jusqu'à 30 000 visiteurs est d'ailleurs reconnue par la communauté d'affaires locale. Le gouvernement a également accordé une subvention de 2 millions de dollars sur 5 ans afin de réaliser des travaux d'agrandissement et de rénovation au refuge.

## La6egrande extinction des espèces
« On constate de grands changements dans la forêt. Et çà va vite. Il y a plusieurs espèces qu'on ne voit plus. Autrefois, on avait plein de petites parulines flamboyantes. Maintenant, on n'en voit presque plus. »
« Si on continue comme çà alors on se dirige vers la fin. La Terre est un poumon qui est pas mal amoché. Je me demande comment çà va évoluer dans les prochaines années ? »
« On a détruit de grands pans de forêt par la déforestation. Ensuite on a remplacé les arbres par des plantations. Pour plusieurs espèces animales çà ne fonctionne pas. »